# Sund Fornuft (musikgruppe)
 Ikke at forveksle med Sund fornuft.
Sund Fornuft er en dansksproget rapgruppe dannet i Jylland i 1992 på tværs af byerne Gram, Aalborg og Århus af rapperen Per Vers, Dj Møller og produceren Langemand. 

## Historie

### Begyndelsen
Gruppen debuterede med sangen "Det hele er til højre" på Danmarks første hiphop-opsamling, vinylpladen "Consent to savage". Gruppen spillede efterfølgende til hiphop-arrangementer og jams over hele landet, indtil de i sommeren 1996 indspillede deres debutalbum "Så sundt som det er sagt" (Record Music Denmark), som dog først så dagens lys i 1997, et år efter at dansk rap havde fået sin anden genfødsel, ved hjælp af navne som Hvid Sjokolade og Humleridderne. 

### Videre udvikling
Sund Fornuft rykkede herefter teltpælene til København, hvor Per Vers blev en mere og mere eftertragtet freestyle-rappper. I 2001 udkom gruppens andet album "Super Formula" (Fab k Productions), som via sangen "Zen midt i centrum" skaffede gruppen et pænt radio-hit, samt plads på DR's "Boogie-listen" med videoen til selv samme sang. 
Bandet spillede en lang række koncerter i 2001-2002 med bl.a. rapperen Ole Omkvæd som en fast del af live-holdet.

## Opsplitning
I slutningen af 2002 gik bandet hvert til sit. Per Vers var efter Sund Fornuft, via sine utallige frestyle optrædener på tv og på landets scener, med til at gøre improviseret rap til hvermands eje. 
Per Vers udgav i 2005 solo albummet Vers. 1.0. der bl.a. indeholdt radiohittet "Black power". Per Vers udgav 18. april, 2011 solo albummet Ego (Playground Music).
Dj Møller blev dj for gruppen Rent Mel, som udgav albummet "Ingen Stress" (Cope Records) i 2004, sideløbende med, at han læste Music Management på Rytmisk Musikkonservatorium, hvilket førte ham til et job som A&R på ArtPeople. 
Langemand residerer i Göteborg, Sverige hvor han beatboxer og producerer intrumental musik.

## Relationer til andre grupper
Per Vers har haft en bøf (dvs. en hiphop-fejde) med MC Clemens, det var en af dansk raps længste bøffer idet den strakte sig over tre numre fra hver rapper. Som det sædvanligvis er tilfældet endte ingen af de to som officiel vinder. Bøffen havde sit udspring i MC Clemens' utilfredshed med at have tabt en battle i MC's Fight Night.
Derudover har Per Vers haft en mere venskabelig drille-tradition med Tegnedrengen. Den startede på Rent Mel i Posens første album Langt om længe, på nummeret Ischi Ischi hvor Tegnedrengen siger til Per Vers "Per, hva' fanden er det der sker med dit jydesprog / det lyder ufunky som en ske mod et grydelåg". På Super Formula, på nummeret Zig Zagga Zag Zag genoptages denne strid om hvorvidt jysk holder som rapdialekt. Igen er det Tegnedrengen der forholder sig kritisk, idet han påpeger at "Per Uldahl / du' en cool karl / men du sku' bli' hjem' i Lemvig / med din hem'lig udtal'".

## Diskografi
- LP Consent To Savage – compilation (1994) nummeret "Det Hele Er Til Højre"
- CD/LP Drop Dead: HipHop til folket – compilation (1996) nummeret "YEAH"
- CD-maxi YEAH (1997)
- CD/LP Så Sundt Som Det Er Sagt (1997)
- CD-maxi Men Måske I Morgen (1997)
- CD DM i Dansk Rap 99 – compilation (1999) nummeret "Tre Mand Høj"
- CD-maxi Zen Midt I Centrum (2001)
- CD/LP Super Formula (2001)
- CD-maxi Syndebuk (2002)
- CD Dansk Rap 1988-2003 – compilation (2003) nummeret "Zen Midt I Centrum"